# Јован Вукобрад
Јован Вуковрад, (Сухача, 10. јануар 1942 — Нови Сад, 26. август 2021) био је пуковник Војске Републике Српске. Током Одбрамбено-отаџбинског рата обављао је дужност команданта 2. крајишке бригаде (од 28. октобра 1991. до фебруара 1993) и начелника штаба Оперативне групе 2 - Приједор. Послије рата био је дугогодишњи предсједник Удружења бораца 2. Крајишке бригаде.

## Биографија
Завршио је пјешадијску подофицирску школу 1961, а у Београду Војну академију копнене војске 1966. и Високу војнополитичку школу, 1976. године. У ЈНА је службовао у Jастребарском, Сомбору, Новом Саду, Постојни, Љубљани и Сарајеву. Обављао је политичке и командне дужности, закључно са командантом бригаде. Пуковник Вукобрад био је у служби при Републичком штабу Територијалне одбране СР БиХ на мјесту помоћника начелника одјелјења за оперативно-наставне послове све до 28. октобра 1991. када је упућен на службу у 2. крајишку партизанску бригаду.
У ВРС је ступио 12. маја 1992. Био је командант 2. крајишке бригаде (од 28. октобра 1991. до фебруара 1993) и начелника штаба Оперативне групе 2 - Приједор, као и помоћник команданта за позадину у школском центру ВРС. Активна служба престала му је 3. марта 1997.
Преминуо је 26. августа 2021. Сахрањен је 1. септембра 2021. У Бањој Луци на градском гробљу Врбања. Био је ожењен и имао је двоје дјеце.

## Одликовања
у ЈНА:
- Орден за војне заслуге са сребреним мачевима,[3]
- Орден народне армије са сребрном звијездом,[3]
- Орден за војне заслуге са златним мачевима,[3]
- Орден рада са златним вијенцем[3]

у ВРС:
- Карађорђева звијезда трећег реда,[3]
- Орден Његоша другог реда[3]